# Куниш, Йоханн
Йоханн Куниш (нем. Johann Kunisch; 1888, Шпорнау, Австро-Венгрия — 1952, ФРГ) — австро-венгерский военный деятель, атаман (генерал) Украинской Галицкой Армии.

## Биография
Родился в местечке Шпорнау (ныне Остружна, район Есеник, Оломоуцкий край Чехии). Чешский немец. Служил в армии Австро-Венгрии, в годы Первой мировой войны — обер-лейтенант 12-го полка полевой артиллерии. 1 февраля 1919 зачислен в личный состав УГА как референт артиллерии, а позднее начальник штаба 1-го корпуса УГА. В 1920 году перешёл в Красную Украинскую Галицкую Армию, где занял должность референта артиллерии 3-й бригады. Арестован Одесской ЧК, сидел вместе с Карлом Гофманом, позднее освобождён.
В 1921 году уехал в Вену, а затем в Берлин. Поддерживал связи с УВО и лично Евгением Коновальцем. По данным польских спецслужб, был причастен к движению украинских националистов и готовил антипольские выступления в Восточных кресах.